# Sugarless
『Sugarless』（シュガーレス）は、スガシカオのコンピレーション・アルバム。2001年10月3日発売。

## 概要
- それまでオリジナルアルバム未収録だったシングルのカップリング曲と、他アーティストに提供した楽曲のセルフカバーで構成されている。
- この時点でオリジナルアルバムに収録されていなかったカップリング曲は、カバー・セルフカバーを除き全て本作に収録されている。
- 本作で初めてオリコン1位を獲得した。2011年9月時点で、スガシカオ唯一のオリコン1位獲得作品である。

## 収録曲
（全作詞・作曲・編曲：スガシカオ（特記以外））
1. マーメイド
（編曲：スガシカオ、森俊之）
  - 新曲。
2. ユビキリ
（編曲：スガシカオ、森俊之）
  - 森高千里に提供した「まひるの星」の歌詞差し替え版。
3. 夜空ノムコウ
（作曲：川村結花／編曲：スガシカオ、森俊之）
  - SMAPへの提供曲。
  - ベストアルバム『ALL SINGLES BEST』に収録されている。
4. ぬれた靴
（編曲：SHIKAO&THE FAMILY SUGAR）
  - 10thシングル「AFFAIR」収録
5. 夏祭り
  - 8thシングル「あまい果実」収録
6. ココニイルコト
  - 7thシングル「夜明けまえ」収録
  - SMAPへの提供曲
7. バクダン・ジュース（original）
  - 4thシングル「愛について」収録
8. ひとりぼっち
  - 1stシングル「ヒットチャートをかけぬけろ」収録
9. うきぶくろをもって
  - 3rdシングル「ドキドキしちゃう」収録
10. これから むかえにいくよ
  - 2ndシングル「黄金の月」収録
11. 8月のセレナーデ
（編曲：スガシカオ、森俊之）
  - 11thシングル「8月のセレナーデ」収録
  - アルバム初収録。
12. Room201
（編曲：スガシカオ、森俊之）
  - 新曲。
13. 坂の途中
  - 5thシングル「ストーリー」収録

## 演奏
スガシカオ
- - Vocal, Chorus
  - Acoustic Guitar (#1-5.7.9.10.12.13)
  - Electric Guitar (#4.6.7.8.10)
  - Bass (#1.10.11)
  - Programming (#8)
- 森俊之
  - Keyboards (#1.3.4.7.11.12.13)
  - Programming (#1.2.3.11.12)
  - Acoustic Piano (#2.4.11)
  - Organ (#2.6)
  - Strings Arrangement (#3)
- 中村文俊
  - Manipulation (#1-5.7-13)
  - Programming (#6)
  - Keyboards (#10)
- 間宮工
  - Electric Guitar (#2.4)
  - Acoustic Guitar (#6.11)
- 中村キタロー：Bass (#3.4)
- 山木秀夫：Drums (#3)
- 後藤勇一郎ストリングス：Strings (#3)
- 坂本竜太：Bass (#4.6.7)
- 沼澤尚：Drums (#4)
- 大滝裕子：Chorus (#6)
- 宮田繁男：Drums (#9)
- 篠崎正嗣ストリングス：Strings (#9.13)
- 萩田光雄：Strings Arrangement (#9.13)